# Шоптіколь
Шоптіко́ль (каз. Шөптікөл) — станційне селище у складі Аршалинського району Акмолинської області Казахстану. Входить до складу Іжевського сільського округу.
Населення — 39 осіб (2021; 50 у 2009, 125 у 1999, 161 у 1989).
Національний склад станом на 1989 рік:
- росіяни — 61 %.

У радянські часи селище називалось Шептекуль.